# Рудаков Микола Іванович
Рудаков Микола Іванович (нар. 23 жовтня 1954, Чупахівка Охтирський район Сумська область) — український журналіст, культуролог, громадській діяч, меценат і продюсер..
Автор і засновник фестивалів «Майбутнє України — діти» (2000-2024) і «Гребінчині вечорниці» (2017-2024)
Член Національної спілки журналістів України, Почесний працівник туризму України.

## Біографія
Народився 23 жовтня 1954 року в с. Чупахівка Охтирського району Сумської області.
Під час літніх канікул(1970,1971) та після закінчення десяти класів Чупахівської середньої школи (1972), працював на Чупахівському цукрокомбінаті, а потім перебував у лавах Радянської армії (1972—1974). Освіту здобував: у Ленінградській школі воєнкорів (1974), народному університеті правових знань в м. Києві (1979), а згодом - у Київському державному інституті культури (1986), а також на факультеті підвищення кваліфікації лекторів (декан - професор Бражник І.І) при Київському державному університеті імені Тараса Шевченка (1987).
Працював в системі МВС України, по тому - заступником директора «Укрконцерт» (УГКО), першим директором Республіканського будинку художніх колективів УРСР на бульварі Шевченка 50-52, а також директором низки творчих організацій у місті Києві.
У 1994 році Микола Рудаков створив і очолив Міжнародний доброчинний фонд «Українська хата», засновник і головний редактор газети «Хата» (1995). Неодноразово брав участь у передачах Першого і Другого каналу Українського радіо, на радіо «Голос Києва» (його пісні є в фондах Українського радіо), інтерв'ю радіо і телебаченню Словаччини (1993, 1994).
Засновник та очільник Видавництва МДФ "Українська хата"(1995). 
Микола Рудаков працював заступником завідувача Історико-документального відділу Кабінету Міністрів України (2002—2003). Державний службовець України 6 рангу.
За багаторічну доброчинну діяльність у справі естетичного та патріотичного виховання дітей та молоді нагороджений Почесними грамотами — Київського міського голови та Київської обласної державної адміністрації, Почесними грамотами — Київської та Сумської обласних рад та голів багатьох районів, міст і сіл України.

## Громадська діяльність
- Засновник і голова Київського міського молодіжного клубу правоохоронців (1977—1988)
- Засновник, автор і ведучий КЛУБу ЦІКАВИХ ЗУСТРІЧЕЙ Миколи Рудакова(1975)
- Засновник і голова Міжнародного доброчинного фонду «Українська хата» (1994-2019)
- Член Національної спілки журналістів України (1996)
- Член Творчої спілки "Асоціація діячів естрадного мистецтва України" (1989) Асоціація діячів естрадного мистецтва України - член Правління(1989), голова Київської обласної організації(2024)
- Голова Київського обласного комітету і член президії Ради ПАП (профспілки атестованих працівників) ОВС України (2006-2009).
- Засновник і керівник громадської організації «Голосіївський ветеран правопорядку м. Києва» (2020)
- Засновник, організатор і художній керівник Всеукраїнських фестивалів мистецтв:
  - «Зорі над Ташанню» (1991)
  - «Майбутнє України — діти» (2000-2024))
  - «Горнусь до тебе, рідний краю!» (2000).
  - Засновник і президент міжнародних фестивалів:
  - Міжнародного фестивалю-марафону «Будьмо, люди!» (Україна — Словаччина) — 1994
  - Міжнародного фестивалю культури «Гребінчині вечорниці» (2017-2024)[1]
- Учасник установчих зборів Сумського земляцтва в місті Києві 17 березня 1995 року в Будинку літераторів України, багаторічний член ради земляцтва та керівник Охтирського віддідення.

## Мистецька, культурна діяльність
Микола Рудаков є автором сценаріїв, режисером-постановником та ведучим низки концертних програм, ювілейних вечорів та членом журі Всеукраїнських і Міжнародних фестивалів культури та мистецтв:
- Директор Новорічних вистав в Палаці мистецтв «Україна» грудень 1989/січень 1990 р.
- Сільський фестиваль мистецтв "Зорі над Ташанню" Сумська область, серпень 1991 р.
- Шоу-програма для дітей «В променях зірок» в Київському палаці дітей та юнацтва, 17 березня  1991 р.
- Концерти майстрів мистецтв України в Франції «Вас вітає Україна!», 8-26 серпня 1992 р.[7]
- Гастролі фольк-шоу гурту «Українські вечорниці» по Волинській області, 1993 р.
- Міжнародний фестиваль-марафон "Будьмо, люди!" (Україна-Словаччина), 12-18 квітня 1994 р.[7]
- Святковий концерт до Дня журналіста в Київському театрі оперети, 5 червня 1998 р.
- 10-річний ювілей ПМШР «Беркут» в Палаці культури МВС України, 4 грудня 1998 р.
- Всеукраїнський фестиваль-марафон «Горнусь до тебе, рідний краю» (Київська, Чернігівська, Сумська обл.), 2000  р.
- Концерти до 10-річчя Незалежності України «Єднаймося, люба родино!»: Віталій Свирид, Василь Волощук, Ігор Якубовський, Заслужений народний ансамбль пісні і танцю України «Дарничанка» на літній естраді «Мушля» Центрального парку культури і відпочинку м. Києва, травень-серпень 2001 р.
- Вечір пам'яті народного артиста України Олександра Таранця в Палаці «Український дім»,29 березня 2001 р.
- Презентація альбому та компакт-диску «Діловий імідж України. Інтеграція у світовий економічний простір» в Центральному Будинку вчителя, 24 березня 2004 р.
- Цикл вечорів «Ім'я…» в Центральному Будинку художника України, 1999—2004 рр.
- Літературно-мистецькі вечори, за участю письменників Дмитра Білоуса, Василя Довжика, Володимира Морданя, Василя Скуратівського, Петра Осадчука, Ганни Чубач, Анатолія Тарана, Василя Юхимовича, Павла Глазового, Миколи Сингаївського, Олекси Ющенка, Євгена Дудара, Бориса Чіпа, Юрія Кругляка. 1995—2005 рр.
- Ювілейні урочистості до 85-річчя(липень 1997) та 90–річчя(липень 2002) Київського «Бессарабського ринку»

Автор слів пісень
- «Не буває «мала» батьківщина (Пісня про Чупахівку)» (муз. Ігоря Якубовського)
- «До Трускавця, до Трускавця...» (муз. Василя Волощука)
- "Не журися, брате!" (муз. Ігоря Якубовського)

та інших.

## Публікації
М. І. Рудаков — автор низки статей в Енциклопедії сучасної України ІЕД НАНУ.
В його доробку понад тисяча публікацій в періодиці України та зарубіжжя, є автором та упорядником 9 книг.

### Основні друковані праці
- Жіноча доля // Прапор перемоги, м. Охтирка, Сумської обл., 1975, 18 березня, с.3.
- Музей просто неба // Прапор перемоги, м. Охтирка, Сумської обл., 1975, 7 червня, с.4.
- Співець величі народної / До 75-річчя Воронько Платон Микитович. // Ленінська правда, м. Суми, 1983, 18 листопада, с.2.
- Героїні Ади Роговцевої Роговцева Ада Миколаївна // Ленінська правда, м. Суми, 1984, 27 квітня, с.2.
- З піснею в серці / Про Мокренко Анатолій Юрійович. // Ленінська правда, м. Суми, 1984, 30 квітня, с.1.
- Тарасикові квіти. Оповідання // Молодь України, 1985, 2 червня, с.4.
- Світ — од рідного порога. Публіцистика // Літературна Україна, 1987, 22 жовтня, с.1.
- У дружбі з культурою // Соціалістична культура, 1987, № 11, с.30.
- Співець Буковинського краю / Про Яремчук Назарій Назарович. // Вісті з України: 1994, № 21, с.4.
- Ми ще заспіваємо! /Про Анатолія Матвійчука. // Народна Армія, 1994, 31 грудня. С.4
- Співець смерекового краю./ Про Яремчук Назарій Назарович. // Урядовий кур'єр, 1995, 8 червня, с.4.
- «Веселі музики» // Урядовий кур'єр, 1996, 6 січня, с.3.
- Цей дошкульний Дудар // Урядовий кур'єр, 1996, 1 квітня, с.16.
- За покликанням душі / Про Володимира Талашка // Урядовий кур'єр, 1996, 15 червня, с.11.
- Чарівник слова / Про Анатолія Паламаренка // Урядовий кур'єр, 1996, 30 липня, с.4.
- Володимир-96./ Про фестиваль на Волині // Урядовий кур'єр, 1996, 3 серпня, с.2.
- Усмішки від Глазового Глазовий Павло Прокопович // Урядовий кур'єр, 1996, 30 серпня, с.16.
- Актор, співак і «холостяк» / Про Богдана Бенюка // Зоря Полтавщини, 1996, 14 вересня, с.8.
- Людина з усмішкою / Про Анатолія Демчука // Говорить і показує Україна: газета, 1997, 3 квітня, с.8.
- В Румунії, серед українців / Про ансамбль «Дарничанка» // Народна газета, 1997, 17 квітня, с.2.
- Два кольори, два голоси…Два кольори (дует) // Говорить і показує Україна, 1997, 26 червня, с.10.
- Українські чародії. Про Савка Степан Станіславович і Галину Савка // Сільські вісті, 1997, 10 липня, с.8.
- І для дорослих, і для дітей // Журналіст України, 1996, № 7-8, с.18.
- Надія Шестак: В добро і любов треба вірити! // Урядовий кур'єр, 1997, 4 лютого, с.9.
- Лірик лікар Білинський // Ваше здоров'я: газета, 1997, 12 липня, с.8.
- Віктор Шпортько: Мої пісні-друзі мої // Урядовий кур'єр, 1998, 12 жовтня, с.11.
- І хліб, і пісня // Урядовий кур'єр, 1998, 27 жовтня, с.4.
- Ігор Якубовський — пісняр // Поділ і Ми: журнал, № 6, 1999, с.12.
- Хата // «Поділ і Ми»: журнал, № 5, 1999, с.18.
- Надія Шестак — жіночий символ України // Поділ і Ми: журнал, № 2, 2000 р., с.4.
- Щоб не порвалась історії нитка… / Про Петра Митрофановича Кравченка. // Урядовий кур'єр, 1999, 15 липня, с.16.
- Василь Тимків — промисловець і доброчинець // Освіта, 2000, 17-24 травня, с.4.
- «Кузнєчик» / Про Іванова Сергія // Урядовий кур'єр, 2001, 22 травня, с.12.
- Надія Шестак — з вірою і любов'ю! // Говорить і показує Україна, 2001, 17 травня, с.1.
- Бізнес і меценатство — два крила духовності суспільства. // Народна Армія, 2001, 17 червня, с.8.
- Край, де до свята — коровай. // Урядовий кур'єр, 2001, 20 червня, с.4.
- У майбутнє — з надією. // Українська культура, № 8, 2001 р., с.31.
- Він людям дарував пісні. / Про Дмитра Луценка // Урядовий кур'єр, 2001, 22 вересня, с.9.
- І собі, і людям, і всьому світові… // Освіта, 2002, 20-27 лютого, с.14.
- Карбованим рядком історії. / Державне управління // Урядовий кур'єр, 2002, 9 жовтня, с.4.
- Твориться історія секретаріату. Запрошуємо до співпраці.// Трибуна, 2002, № 9-10, с.42.
- У затишку «Української хати». // Трибуна, 2003, № 9-10, с.37.
- «Українська хата»  — затишок душі. // Отчий поріг, квітень 2004, с.8.
- Майбутнє України. // Культура і життя, 2004, 7 липня, с.1.
- Свято мистецтв юних талантів. // Народна армія, 2004, 13 серпня, с.8.
- Свято мистецтв юних талантів. Про фестиваль «Майбутнє України — діти!» // Культура і життя, 2004, 29 вересня, с. 1.
- Не стало великого сміхотворця / Замість некролога Павлу Глазовому // Урядовий кур'єр, 2004, 2 листопада, с. 16.
- Ласкаво запрошуємо до «Хати»! // Вітчизна, 2005, 1-2, с.4.
- Свято газети «Хата» // Яворівщина, Львів. обл.: газета, 2005, 10 червня, с.4.
- Мистецтву служать одержимі. / Про Петра Андрійчука // Урядовий кур'єр, 2008, 17 січня, с. 20.
- Українська пісня в інтернеті // Справи сімейні: журнал, 2013, № 8, с.8.
- Книжка йде до людей. // Соломія, Тернопіль: газета, 2014, № 3(61), С.2.
- Вчений-селекціонер з Чупахівки: Про Згурський Іван Кирилович // Прапор перемоги: газета, м. Охтирка на Сумщині.29.10.2020 р.,с. 6
- Шабельські. // Громада плюс: газета. Чупахівка на Сумщині. 13 листопада 2020 р.,с.4
- Мої півроку життя в Богодухові // Маяк: газета, м. Богодухов Харківської області. 4 грудня 2020, с.12
- Сила краси та індивідуальної творчості (про Наталію Шабельську) // Урядовий кур'єр, 14 травня 2021, с.6[9]
- Василь Волощук  — сучасне і майбутнє української пісні. // Вільна думка: газета.(Австралія), №  9-10, 11 березня 2001 року, с. 30.
- Хай знає світ про Україну! // Вільна думка (Австралія). Число 21-22, 17-30 травня 2004. с.32
- Інтерв'ю. Вони приїдуть до Барселони. // Міст: газета. Іспанія. № 19, 25 травня 2004 року, с.11.
- «Хата» — на добро багата.// Нові дні (Канада), 1996, листопад
- Передові редакторські статті в газеті «Хата». // Хата, № 1-90 за 1995—2006 роки, Сс. 1.
- Про Петра Андрійчука // Андрійчук Петро Олександрович: Біобібліографічний покажчик. До 60-річчя від дня народження. Міністерство культури України, Київський національний університет культури і мистецтв. Наукова бібліотека. Серія «Видатні постаті КНУКіМ», вип. 4. уклад.:В. В. Степко, О. О. Скаченко. Видавничий центр КНУКіМ, Київ — 2018, С.76
- Авторський проект Миколи РУДАКОВА "ПОРТРЕТИ УКРАЇНЦІВ" до 30-річчя НЕЗАЛЕЖНОСТІ України. 30 публікацій в газетах і журналах України. Січень-серпень 2021 року

### Книжкові видання
- Чупахівка чотирьохсотлітня. / М. І. Рудаков. — К. : Міжнародний доброчинний фонд «Українська хата», 2003.[10] — 80 с.: іл. — ISBN 966-7025-02-0
- Автографи майстрів. / М. І. Рудаков. — К. : Міжнародний доброчинний фонд «Українська хата», 2005. — 128 с.: фотогр. — ISBN 966-7025-05-5[11]
- У росах  ноги набродив. / М. І. Рудаков. — К.: МДФ "Українська хата", 2022. - 48 с.: ISBN 978-966-7025-28-1
- Поетична топоніміка. Поезія та проза про міста і села України, альманах (співавтор), С. 142-143 ISBN 978-617-513-350-7
- Редактор-упорядник та автор макета книги Володимира Морданя «Це Європі далеко до нас».ISBN 966-7025-04-7
- Есе в збірці «Лариса Недін. У зоні досяжності» / Н.Капустянська. — К.:ТОВ ВГ«Атопол», 2020. -256 с., с.224.-ISBN 978-966-2111-45-3
- Упорядник 6 книг.

## Нагороди і відзнаки
- Медаль «У пам'ять 1500-річчя Києва» (1982)
- Почесна відзнака Міністерства культури і мистецтв України «За досягнення в розвитку культури і мистецтва» (2003)
- Почесний працівник туризму України (2004)
- Грамота Верховної Ради України (2004)
- Орден святих Кирила і Мефодія (УПЦ КП) (2004)
- Нагрудний знак «Знак Пошани» (Київ) (2005)
- Нагрудний знак «Почесний знак МВС України» (2008)
- Лауреат Міжнародної премії за меценатство - 1 гривня(2012)
- Орден Миколая Чудотворця (УПЦ КП) (2014)
- Почесний знак Національної спілки журналістів України (2015)
- Медаль «Незалежність» Київської організації НСЖУ(2020)
- Диплом ХХУ Загальнонаціонального конкурсу "УКРАЇНСЬКА МОВА - МОВА ЄДНАННЯ"(2024).
- Знак народної пошани - орден "За розбудову України" (2024)
- Почесне звання Творчої спілки АДЕМУ - "Заслужений діяч естрадного мистецтва України" (2024)

## Поетичні присвяти Миколі Рудакову від  українських письменників
Дмитро Білоус, Владислав Бойко, Василь Довжик, Павло Глазовий, Валентина Козак,, Махінчук М. Г,, Петро Медвідь, Володимир Мордань, Іван Левченко, Лідія Рижкова, Зоя Ружин, Галина Савка, Юрій Удод, Борис Харитонов, Олекса Ющенко ...